# Gnomidolon denticorne
Gnomidolon denticorne là một loài bọ cánh cứng trong họ Cerambycidae.